# Peabody Awards
Pour les articles homonymes, voir Peabody, George Foster (homonymie) et Foster.
Les Peabody Awards (officiellement appelés George Foster Peabody Awards) sont des récompenses américaines remises annuellement depuis 1941 à des programmes de radio et de télévision, ainsi qu'à des sites web et des jeux vidéo, lesquels représentent l'excellence dans leur domaine.

## Historique
Ces récompenses tirent leur nom de George Foster Peabody (en), un homme d’affaires et philanthrope originaire du Sud des États-Unis, qui donne les fonds nécessaires à la création des récompenses. Elles sont actuellement gérées par le Henry W. Grady College (en) de journalisme et de communication de masse, à l'Université de Géorgie.
Remis pour la première fois en 1941 pour les programmes de l’année précédente, elles sont considéréss comme les plus vieilles distinctions dans les médias modernes, et sont généralement considérés comme la plus prestigieuse récompense américaine dans les domaines du journalisme télévisé ou radiodiffusé, la réalisation de documentaire, les programmes éducatifs et le divertissement.

## Principe
Créées à l'origine pour les programmes de radio, des récompenses spécifiques à la télévision furent ajoutées en 1948. À la fin des années 1990, de nouvelles catégories liées au matériel diffusé sur Internet firent leur apparition.
Les Peabody sont décernés à environ 30 gagnants chaque année, sur plus de 1 000 nominations. Déterminé par le seul critère de l'« Excellence », chaque trophée est remis accompagné d'une citation du type « Excellence pour ... », et célèbre la réussite et la qualité dans son propre contexte (il n'y a pas de catégories prédéfinies et donc pas plusieurs émissions ou personnalités en compétition pour la même citation). De ce fait, il n'y a pas un nombre défini de récompenses décernées chaque année.
En 2022, le jury élargit aux jeux vidéo la gamme des œuvres considérées éligibles à une récompense Peabody, en créant la catégorie « narration digitale et interactive », déterminée par un jury constitué de quatorze personnes. Dans le même temps, l'institution distribue plusieurs récompenses rétroactives nommées « Héritage » (Legacy) à des œuvres publiées avant 2019, telles que Journey (2012), Papers, Please (2013) et Never Alone (2014),. L'année suivante, en 2023, la catégorie est renommée « meilleure narration immersive et interactive ».

## Lauréats
- Liste des lauréats d'un Peabody Award dans les années 2010